# Di-hidroisocumarina

Estrutura química do hidrangenol, uma di-hidroisocumarina simples.

Di-hidroisocumarinas, são compostos fenólicos relacionados à isocumarina. Glucosídeos diidroisocumarinas podem ser encontrados em Caryocar glabrum.
O membro mais simples da classe das di-hidroisocumarinas que é o derivado 3,4-di-hidroisocumarina.